# Sinaloa-Kartell

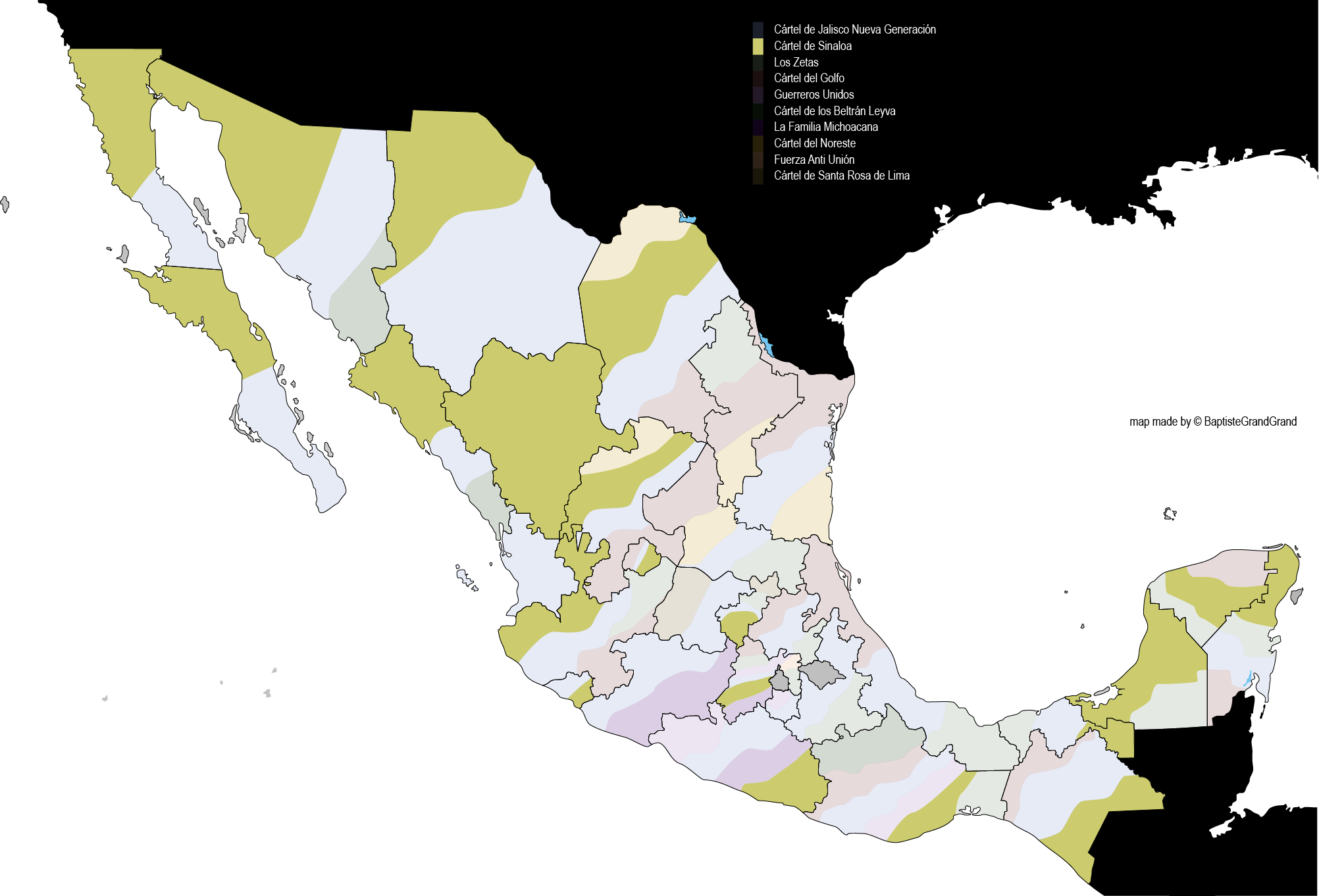
Gebiete, die vom Sinaloa-Kartell beherrscht werden (Gelb) Stand Oktober 2020

Als Sinaloa-Kartell (spanisch Cártel de Sinaloa) bekannt ist eine mexikanische Terrororganisation, die Geschäften im Drogenhandel, der Geldwäsche und dem Menschenhandel nachgeht. Das Kartell hat seine Basis in Culiacán, Sinaloa, agiert aber in mehr als 20 mexikanischen Bundesstaaten. Das Kartell ist auch unter den Bezeichnungen Guzmán-Loera-Organisation und Pazifik-Kartell bekannt. Das Kartell wird auch „Federación“ genannt, weil es in mehrere Fraktionen aufgeteilt ist, die jeweils von einer Familie geleitet werden. Mit der Abspaltung der Gebrüder Beltrán Leyva im Jahr 2008 war das Sinaloa-Kartell jedoch von El Chapo und El Mayo geleitet worden. Nachdem beide Drogenbosse im Jahr 2017 und 2024 festgenommen worden waren und die Führung auf deren Nachkommen übergegangen war, entwickelte sich ein Krieg innerhalb des Kartells, der darauf zurückführte, dass sich die Söhne der beiden Drogenbosse beschuldigten, für die Festnahme des jeweils anderen Vaters verantwortlich zu sein.

## Geschichte

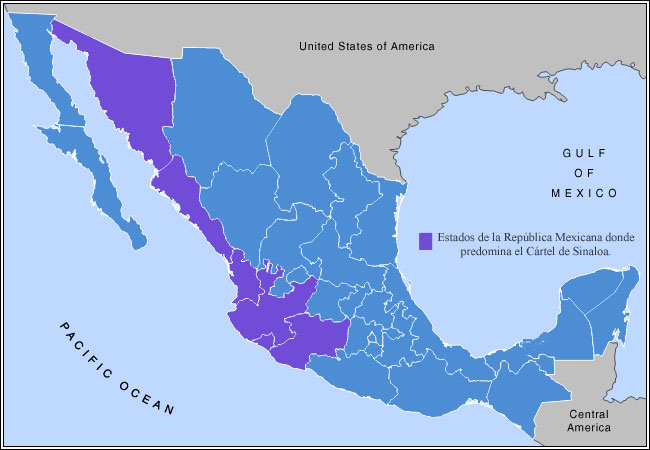
Vom Sinaloa-Kartell dominierte Bundesstaaten 2008 (violett)

Der Drogenhandel in Mexiko professionalisierte sich im Laufe der 1980er Jahre. Während früher überwiegend kolumbianische Kartelle, wie das Cali-Kartell und das Medellín-Kartell, dafür sorgten, dass Kokain, Marihuana und Heroin in die USA gelangten, begann sich in den 1980er Jahren ein Kartell mit seiner Basis in Guadalajara, Jalisco, zu bilden. Der ehemalige Polizeibeamte Miguel Ángel Félix Gallardo gründete gemeinsam mit seinen Partnern Ernesto Fonseca Carrillo und Rafael Caro Quintero das Guadalajara-Kartell, welches in seiner Hochblüte in den 1980ern den gesamten Kokainhandel in Mexiko beherrschte. Gallardo entwickelte Mitte der 1980er ein neues Vertriebsmodell für Kokain, verzichtete dadurch aber auf große Teile seiner Macht. Er unterteilte sein Einflussgebiet in sechs neue Bezirke:
| Region        | Zuständiger Drogenboss                                           |
| ------------- | ---------------------------------------------------------------- |
| Guadalajara   | Miguel Ángel Félix Gallardo                                      |
| Sinaloa       | El Chapo (nach dessen Festnahme Ismael Zambada García (El Mayo)) |
| Tijuana       | Arellano-Felix-Brüder                                            |
| Ciudad Juárez | Amado Carrillo Fuentes                                           |
| Sonora        | Miguel Caro Quintero                                             |
| Tamaulipas    | Juan Garcia Abrego                                               |

Zu diesem Zeitpunkt war das Guadalajara-Kartell das wohl einflussreichste und mächtigste Drogenkartell in der Geschichte Mexikos. Doch nachdem Miguel Angel Felix Gallardo 1989 verhaftet wurde, entbrannten Kompetenzstreitigkeiten. Da sich jeder der fünf verbliebenen Drogenbosse erhöhten Einfluss sichern wollte, zerbrach letztlich die Federación und es entstanden mehrere kleine Gruppierungen, die stellenweise bis heute existieren: Sinaloa-Kartell, Golf-Kartell, Tijuana-Kartell, Juárez-Kartell.
Anfang der 1990er entwickelte sich dann das Sinaloa-Kartell trotz zahlreicher Gefechte mit den verfeindeten Kartellen zum einflussreichsten Kartell Mexikos. Dies änderte sich, als die Kämpfe intensiver wurden. Besonders die Schmuggelroute über Tijuana nach Kalifornien wurde heftig umkämpft. Es kam vermehrt zu Auseinandersetzungen mit den Arellano-Felix-Brüdern vom Tijuana-Kartell. So entging El Chapo oft nur knapp Attentaten, die auf das Tijuana-Kartell zurückzuführen waren. Immer seltener hielt er sich über längere Zeit an ein und demselben Ort auf. Er nutzte überwiegend Hotelzimmer, blieb oft nur zwei Nächte, um nicht gefunden zu werden. Seine Flucht endete 1993 in Guatemala, wo er gefangen genommen und anschließend in das Hochsicherheitsgefängnis Puente Grande in Jalisco gebracht wurde.
Infolgedessen war das Sinaloa-Kartell sichtlich geschwächt, auch wenn El Chapo die Geschicke aus der Gefängniszelle fortführen konnte. Nach seinem legendären Ausbruch 2001 fand das Sinaloa-Kartell zu alter Stärke zurück. Besonders während der Amtszeit von Staatspräsident Felipe Calderón (2006–2012) wuchs die Macht des Kartells stark an. Anfang 2011 wurde es wieder als stärkstes Kartell Mexikos bezeichnet. Während andere Kartelle, besonders das Golf-Kartell und die Los Zetas, brutale Auseinandersetzungen mit den mexikanischen Streitkräften hatten, blieb das Kartell aus Sinaloa weitestgehend verschont. Dies führte zur Vermutung einer geheimen Zusammenarbeitsvereinbarung zwischen Präsident Felipe Calderón und den Führern des Sinaloa-Kartells. Auch der US-amerikanischen Drug Enforcement Administration wurde eine Kooperation mit dem Kartell unterstellt. Das Sinaloa-Kartell soll im Jahr 2010 in etlichen lateinamerikanischen Staaten aktiv gewesen sein. Es soll auf die Unterstützung von mexikanischen Behörden auf kommunaler, regionaler und Bundesebene zählen können.
Am 30. Juli 2010 wurde Ignacio „Nacho“ Coronel, einer der drei Anführer des Kartells, von mexikanischen Militärangehörigen getötet. Es war zu dem Zeitpunkt der größte Erfolg der mexikanischen Armee im Kampf gegen das Sinaloa-Kartell seit Beginn des Drogenkrieges. Am 25. September 2010 wurde mit Margarito Soto Reyes der mutmaßliche Nachfolger von Ignacio Coronel von der Polizei verhaftet. Am 26. Mai 2011 lieferten sich Angehörige des Sinaloa-Kartells, laut Regierungsangaben, in Ruiz auf der Hauptstraße von Tepic nach Mazatlán mit Mitgliedern der Zetas ein einstündiges Feuergefecht aus fahrenden Autos heraus, bei dem 29 Personen, teilweise mit Kampfanzügen und Schutzwesten bekleidet, getötet wurden. Die Polizei konfiszierte 14 Fahrzeuge, darunter zwei gepanzerte, und zusätzlich Gewehre, Munition und Handgranaten.
Am 22. Februar 2014 wurde Joaquin „el Chapo” Guzman verhaftet. Als Nachfolger galt nun sein langjähriger Vertrauter Ismael „El Mayo“ Zambada.
Eine Woche nach der Festnahme Guzmáns demonstrierten mehrere Tausend Anhänger landesweit für die Freilassung des ehemaligen Anführers des Sinaloa-Kartells. Am 11. Juli 2015 brach El Chapo jedoch zum zweiten Mal aus dem Gefängnis aus. Nach sechsmonatiger Flucht wurde er am 8. Januar 2016 von mexikanischen Marineinfanteristen in Los Mochis, zusammen mit seinem Sicherheitschef, Jorge Iván Gastélum Ávila (alias „El Cholo“), verhaftet und am 19. Januar 2017 an die USA überstellt. Als mutmaßlicher neuer Kartellführer und Nachfolger El Chapos etablierte sich in einem Machtkampf 2016/17 zunächst Dámaso López Núñez, genannt „El Licenciado“ („Der Akademiker“), ein langjähriger Weggefährte und Berater El Chapos, der im Mai 2017 vom mexikanischen Militär festgenommen wurde. Einige Sicherheitsexperten vermuten, er stecke hinter der Entführung der Söhne von El Chapo im August 2016 und sei mit dem Kartell Jalisco Nueva Generación (CJNG) verbündet, um sich gegen das Lager der Familie Guzmán durchzusetzen, das ihn nicht akzeptierte. Bereits seit 2015 soll das Kartell zwischen Anhängern und Gegnern der Familie El Chapos gespalten sein. Seit Jahresbeginn bis Mai 2017 forderten Auseinandersetzungen zwischen der Fraktion von El Licenciado und seinem Sohn „Mini Lic“ auf der einen und dem Bruder und den Söhnen von El Chapo auf der anderen Seite vor allem an der Pazifikküste Mexikos über 140 Menschenleben.
Nach der erneuten Festnahme von El Chapo im Januar 2017 führte Zambada gemeinsam mit den Söhnen El Chapos angeblich die Geschäfte des Sinaloa-Kartells. Laut dem Journalisten Ismael Bojórquez war Zambadas Verhältnis zu den Söhnen jedoch nicht so eng, wie zu deren Vater, mit dem er befreundet gewesen sei.
Am 17. Oktober 2017 ereignete sich die Schlacht von Culiacán, das ein Gefecht zwischen dem mexikanischen Militär und Anhängern des Sinaloa-Kartells bezeichnet, das ausbrach, nachdem Ovidio Guzman (ein Sohn von Joaquin „El Chapo“ Guzman) von mexikanischen Soldaten in Culiacán festgenommen worden war, der jedoch am gleichen Tag wieder frei kam, nachdem das Sinaloa-Kartell der von Präsident López Obrador geführten mexikanischen Regierung damit drohte, ein Massaker an der Zivilbevölkerung zu begehen.
Am 6. Januar 2023 wurde nach 6-monatiger Überwachung Ovidio Guzman (32), ein Sohn von Joaquin „El Chapo“ Guzman in Culiacán, Hauptstadt von Sinaloa, festgenommen. Bei stundenlangen Schießereien wurden 29 Menschen, darunter 10 Soldaten, getötet.
Am 25. Juli 2024 wurde Zambada auf dem Doña Ana County International Jetport in Santa Teresa (New Mexico) in der Nähe von El Paso von US-Sicherheitskräften laut offiziellen Angaben festgenommen. Mexikanische Behörden und amerikanische Quellen haben ihre Versionen zur angeblichen Festnahme mehrmals geändert. Die Festnahme war angeblich das Ergebnis einer monatelang vorbereiteten gemeinsamen Aktion des Ministeriums für Innere Sicherheit (DHS) und des FBI. US-Beamte ließen sich von The New York Times und The Wall Street Journal zitieren, dass sich Joaquín Guzmán López (Sohn des Drogenbosses El Chapo) zur Zusammenarbeit mit den US-Behörden bereit erklärte und Zambada in ein Flugzeug lockte, mit dem vorgeblich mögliche Landeplätze für Kleinflugzeuge in Nordmexiko ausgekundschaftet werden sollen. Anstatt nach Nordmexiko zu fliegen, nahm das Flugzeug Kurs auf die Vereinigten Staaten und landete in Santa Teresa. Über seinen Anwalt ließ Zambada eine ähnliche Version verbreiten. Demnach sei er in Culiacán von Guzmán López in eine Falle gelockt worden. Seine Leibwächter seien ermordet worden, er sei gefesselt in einem Pick-up zu einem Flugzeug gebracht worden, das ihn und den Chapo-Sohn in die USA brachte. The New York Times berichtete jedoch laut Der Spiegel auch, dass Zambada seit Jahren mit der US-Justiz in Gesprächen gewesen war. Seit der Festnahme soll El Mayos Sohn, Ismael Zambada Sicairos, die Mayo-Fraktion des Kartells anführen. Aufgrund des angeblichen Verrats an seinem Vater erklärte Ismael Zambada Sicairos den Söhnen von El Chapo (Chapitos genannt) und der von ihren geleiteten Fraktion innerhalb des Sinaloa-Kartells den Krieg. Dieser begann Ende August 2024 mit Gefechten in Culiacán. Bis Juli 2025 starben durch den internen Krieg über 1300 Menschen, 1500 Menschen verschwanden. Mindestens 18 Verwandte von Chapo entschieden, aus Furcht vor der Rache, in die USA zu flüchten. Die zwei Chapo-Söhne, die dies nicht konnten, ohne festgenommen zu werden, gingen eine Allianz mit dem Kartell Jalisco Nueva Generación (CJNG) ein, nachdem sie diese um Hilfe gebeten hatten.

## Netzwerk und Organisation

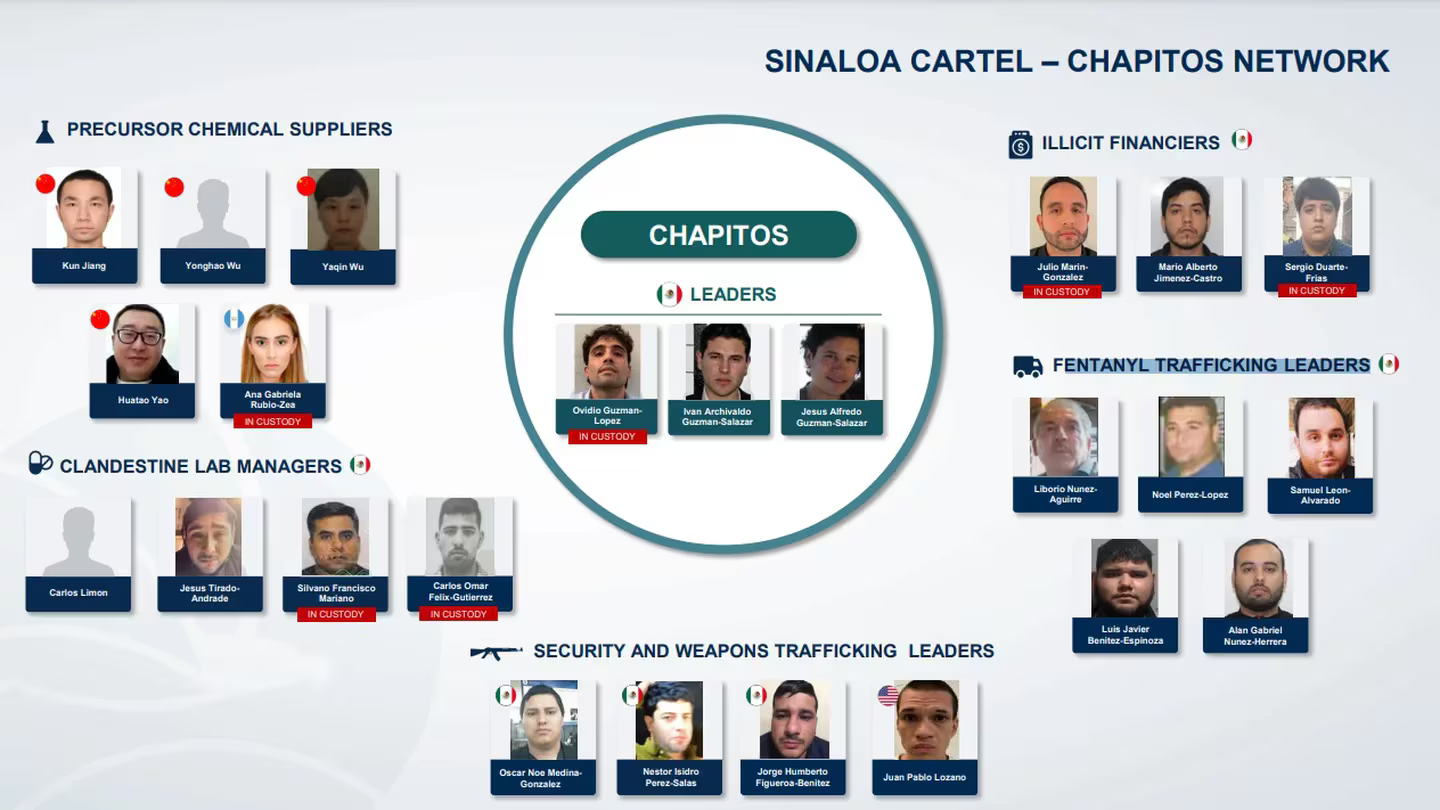

Das Sinaloa-Kartell ist nicht nur in Mexiko gut organisiert, sondern kooperiert in Südamerika, speziell in Kolumbien und Ecuador mit dortigen Kartellen. Nachweisen konnte Interpol auch Zellen in Argentinien und Australien; insgesamt in 40 Ländern. In Mexiko ist das Kartell in ungefähr der Hälfte der 32 mexikanischen Bundesstaaten vertreten. In den USA hat das Drogenkartell Niederlassungen in mutmaßlich 76 Großstädten, berichtete im 2009 das National Drug Intelligence Center. Chicago gelte als eine Art „Hauptfiliale“, da die Drogen von Mexiko direkt an das Südwestufer des Michigansees geflogen und von dort aus mit Lastern verteilt werden.
Laut einer Studie von 2023 sind die Kartelle inkl. des Sinaloa Kartells mit insgesamt etwa 175.000 Mitglieder zusammengenommen der fünftgrößte Arbeitgeber Mexikos. Pro Woche würden um die 350 neue Mitglieder rekrutiert. Die strikten Strukturen innerhalb der Organisation tragen laut inhaftierten ehemaligen Mitgliedern dazu bei, dass das Kartell effizient weitergeführt werden kann, auch wenn führende Figuren im Gefängnis sitzen.
Im Oktober 2024 wurde Genaro García Luna, ehemaliger Sekretär für Innere Sicherheit und Leiter des Secretaría de Seguridad Pública (SSP) im Kabinett Felipe Calderón Hinojosa,  in Brooklyn in New York schuldig gesprochen, während seiner Amtszeit das Sinaloa-Kartell im mexikanischen Sicherheitsapparat beschützt und im Gegenzug mehrere Millionen Dollar Schmiergeld erhalten zu haben.

## Einordnung
Das Sinaloa-Kartell gilt unter den mexikanischen Kartellen als „sehr alte und bürokratische Institution“. Laut einem mexikanischen Kriminalitäts- und Kartellexperten verfügt das Sinaloa-Kartell auf regionaler und lokaler Ebene Stand 2025 „über beste Kontakte in die Politik“.
Zu Beginn der 2010er Jahre gewann das Verbrechersyndikat aus Sinaloa zunehmend an Einfluss und galt bis zur Verhaftung von El Chapo im Jahr 2016 eindeutig als das mächtigste unter den mexikanischen Kartellen. Die United States Intelligence Community bezeichnete 2010 das Sinaloa-Kartell als „die mächtigste Organisation im Drogenhandel weltweit“. Laut dem United States Attorney General war das Sinaloa-Kartell verantwortlich für den Import und den Vertrieb von über 200 Tonnen Kokain zwischen 1990 und 2008. Spätestens seit 2018 wird insbesondere das Cártel de Jalisco Nueva Generación mindestens als ähnlich stark betrachtet.
Alleine die Fraktion von Ismael Zambada García soll monatlich rund eine Million Dollar Schmiergeld an Polizei, Justiz und Politiker in Mexiko bezahlt haben. Nach Angaben des Sicherheitsexperten David Saucedo habe Zambada García Netz von Verbindungen und Abhängigkeiten in Politik, Justiz und Verwaltung gesponnen haben, das bis in den Präsidentenpalast reichte. Laut einer Einschätzung von Falko Ernst, Mexiko-Beauftragter der International Crisis Group ist nirgendwo in Lateinamerika der Staat so eng mit der Organisierten Kriminalität verflochten wie in Mexiko. Sollte Zambada sein Wissen um die Verflechtung der Organisierten Kriminalität mit der Politik in Mexiko gegenüber der US-amerikanischen Justiz und/oder der Öffentlichkeit offenlegen, um sein zu erwartendes hohes Strafmaß zu verringern, könnte dies nicht nur erhebliches Aufsehen erregen und Folgen für ehemalige und aktuelle Spitzenpolitiker haben (so reichen Verbindungen des Sinaloa-Kartells laut NYT unter Berufung auf amerikanische Ermittler bis ins Umfeld mexikanischer Präsidenten), sondern laut Der Spiegel auch das „Herrschaftssystem des bevölkerungsreichsten spanischsprachigen Landes der Welt ins Wanken geraten“. Laut dem Politikwissenschaftler Carlos Pérez könnten die US-amerikanische Administration etwaige „Erkenntnisse aus dem Zambada-Prozess nutzen, um die mexikanische Regierung zu erpressen, wenn sie nicht bei der Drogenbekämpfung kooperiert.“